# Будище (Городнянська міська громада)
Буди́ще — село в Україні, у Городнянській міській громаді Чернігівського району Чернігівській області, Населення — 85 осіб (2006).

## Географія
Село розташоване за 23 км на північно-захід від адміністративного центру громади, на березі річки Ягодинка. Найближча залізнична станція на лінії Гомель — Чернігів — Грибова Рудня (15 км) та зупинний пункт Замглай (20 км).

## Історія
Точна дата заснування села Будище не відома, перші записи про жителів села зустрічаються з 1739 року. Згідно зі списком населених пунктів Чернігівської губернії, Городнянського повіту за 1866 рік, за даними 1859 року в селі було 37 дворів, проживало 165 чоловіків і 182 жінки. Статус села Будище отримало в 1886 році після будівництва Преображенської церкви.
Прізвища родин старожил села Будище до і після революції 1917 року: Авраменко, Аменьченко, Аніщенко, Башлак, Бізуля, Брезгунов, Висоцький, Горілий, Дрозд, Калошка, Каноненко, Кравченко, Кожем'яко, Куліш, Кучерин, Ланонін, Леоненко, Лешок, Ляшок, Лозовий, Петренко, Розін, Руденок, Смолянченко, Сікун, Слюнко, Скидан, Сизуля, Таран, Третяк, Фазіннов, Чугай, Штаненко, Шученко, Заєць…
Після Жовтневого перевороту 1917 року в селі розташовувалося 186 дворів, проживало близько 500 жителів. У своїх господарствах утримувалося 220 коней, близько 400 корів, свиней, багато овець та інших домашніх тварин. Багато жителів села тримали пасіки. У центрі села стояла Преображенська церква, також був паровий млин.
У 1930 році, під час примусової колективізації, одним з перших в області в селі був організований колгосп, названий на честь 13 річниці Жовтня. Жителі пережили колективізацію з розкуркуленням, голодом 1933 року, сталінськими репресіями, що забрали багато життів сільчан.
Під час організованого радянською владою Голодомору 1932—1933 років померло щонайменше 28 жителів села.
Під час Другої світової Війни село перебувало в окупаційній зоні.
Після війни селяни в короткі терміни відродили зруйноване господарство і вже в 50-х роках в колгоспі було три автомобілі, хороша молочна ферма, свиноферма, велика пасіка, утримувалися коні, воли, вівці, кури і гуси.
У 1958 році колгосп села Будище був розформований і приєднаний до колгоспу «Червоний партизан» сусіднього села Дроздовиця. З цього часу почався занепад. В Будище були знищено багато тваринницьких і сільськогосподарських об'єктів, скасована сільська школа.
В 1989 році колгоспне майно і землі села Будище були продані Чернігівському радіозаводу, почалась розруха та занепад. Більшість колгоспних будівель перетворились на руїни. Кримінальна банда, мисливців за старовинними церковними артефактами, пограбувала і спалила Преображенську церкву, тепер залишився тільки фундамент.
Нещодавно побудували гарну асфальтову дорогу що підходить до околиці села, у самому селі погано проїзна ґрунтова дорога.
В даний час село знаходиться в занепаді, сільськогосподарських робіт не ведеться, там постійно проживають кілька сімей пенсіонерів. З найближчого міста Городня в Будище раз на тиждень їздить автобус.
12 червня 2020 року, відповідно до розпорядження Кабінету Міністрів України № 730-р від «Про визначення адміністративних центрів та затвердження територій територіальних громад Чернігівської області», село увійшло до складу Городнянської міської громади.
19 липня 2020 року, в результаті адміністративно-територіальної реформи та ліквідації Городнянського району, село увійшло до складу Чернігівського району.

## Населення
Згідно з переписом УРСР 1989 року чисельність наявного населення села становила 103 особи, з яких 37 чоловіків та 66 жінок.
За переписом населення України 2001 року в селі мешкало 85 осіб.

### Мова
Розподіл населення за рідною мовою за даними перепису 2001 року:
| Мова       | Відсоток |
| ---------- | -------- |
| українська | 91,76 %  |
| російська  | 7,06 %   |
| білоруська | 1,18 %   |